# 14e étape du Tour de France 2015
Pour un article plus général, voir Tour de France 2015.
La 14e étape du Tour de France 2015 s'est déroulée le samedi 18 juillet 2015 entre Rodez et Mende sur une distance de 178,5 kilomètres.

## Parcours
Cette 14e étape du Tour de France 2015, qui relie Rodez à Mende, compte quatre côtes répertoriées pour le Grand Prix de la Montagne, dont la dernière à un kilomètre et demi de l'arrivée : la côte de la Croix Neuve, une montée de 3 km de 2e catégorie à 10,1 %. Au kilomètre 20, la côte de Pont-de-Salars est une montée de 1,3 km à 5,8 %, classée en 4e catégorie. Au kilomètre 146, la côte de Sauveterre, hameau de la commune de Sainte-Enimie, est une montée de 9 km à 6 %, de 2e catégorie. Au kilomètre 169,5, la côte de Chabrits, un hameau de Mende à l'ouest du centre ville, est une montée de 1,9 km à 5,9 %, classée en 5e catégorie. Le sprint intermédiaire a lieu à Millau, au kilomètre 78.

## Déroulement de la course

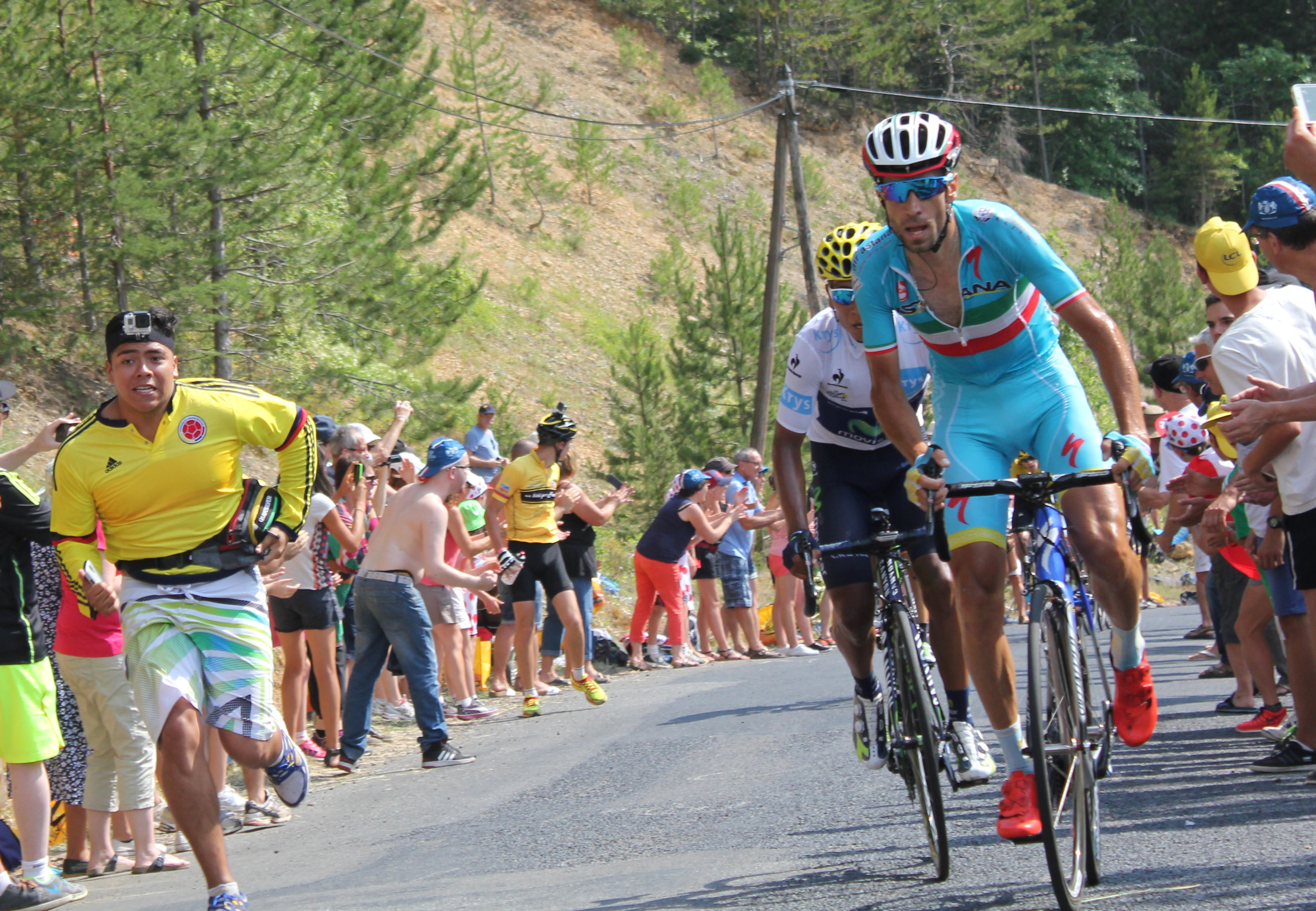
Accélération de Vincenzo Nibali et Nairo Quintana au 3e lacet de l’ascension finale

Dès les premiers kilomètres de l'étape, plusieurs coureurs tentent une échappée, mais le peloton ne donne pas de bon de sortie en raison de la présence de coureurs bien placés au classement général (comme Tony Gallopin ou Warren Barguil). Finalement plusieurs groupes d'échappés se forment, avant de se rejoindre à l'entrée des Gorges du Tarn. Ce groupe de tête est alors composé de : Andriy Grivko (Astana), Matthieu Ladagnous, Thibaut Pinot et Jérémy Roy (FDJ), Peter Sagan (Tinkoff-Saxo), Michał Gołaś et Rigoberto Urán (Etixx-Quick Step), Bob Jungels (Trek Factory Racing), David Plaza (Lampre-Merida), Jarlinson Pantano (IAM Cycling), Romain Bardet et Jan Bakelants (AG2R-La Mondiale), Jonathan Castroviejo (Movistar), Greg Van Avermaet (BMC Racing), Koen de Kort (Giant-Alpecin), Simon Yates (Orica-GreenEdge), Cyril Gautier (Europcar), Kristjan Koren (Cannondale-Garmin), Pierre-Luc Périchon (Bretagne-Séché Environnement) et Steve Cummings (MTN-Qhubeka).
Les hommes de tête collaborent bien et prennent une avance confortable sur le peloton (jusqu'à 8 minutes). Un peu avant la descente du causse de Sauveterre vers Balsièges, Michał Gołaś attaque et prend rapidement une petite avance. Peu après le village de Barjac, Kristjan Koren s'échappe à son tour, et rattrape Gołaś dans la côte de Chabrits qu'il franchit en tête. Les deux hommes font la descente sur Mende et entament la côte de la Croix Neuve en tête. Au pied de la côte, au niveau de l'église Saint-Gervais-et-Saint-Protais, Romain Bardet place une première accélération et rattrape rapidement les deux hommes de tête, mais il est suivi par le reste du groupe. À la suite d'une attaque de Cyril Gautier, Bardet contre et finit par lâcher ses compagnons d'échappée. Peu avant le sommet, il est cependant rejoint par Thibaut Pinot. Les deux Français temporisent, et se font déborder par Steve Cummings sous la flamme rouge. Le Britannique parvient à garder quelques mètres d'avance et il s'impose sur l'aérodrome de Mende-Brenoux.
L'étape est marquée par une disqualification pour un motif inhabituel. Eduardo Sepúlveda (leader de l'équipe Bretagne Séché, alors 19e au classement général) est disqualifié à l'issue de cette étape, pour être monté à bord du véhicule d’une équipe pendant plusieurs dizaines de mètres. Victime d'un incident mécanique (il a cassé sa chaîne), il s'arrête au bord de la route pour attendre son assistance, mais la voiture de son directeur sportif ne le voit pas immédiatement, le dépasse et s'arrête 300 mètres plus loin. Le coureur paniqué, au lieu de couvrir cette distance à pied, stoppe une voiture de l'équipe AG2R La Mondiale et monte à l'intérieur pour rejoindre son assistance et reprendre la course. Outre cette élimination immédiate par les commissaires de l’Union cycliste internationale, il reçoit une amende de 200 francs suisses tandis que Vincent Lavenu, manager de l'équipe AG2R, est sanctionné de 100 francs suisses pour « image portant atteinte au cyclisme ».
Steve Cummings remporte la première victoire d'étape pour une équipe sud-africaine sur le Tour de France un 18 juillet, jour anniversaire de la naissance de Nelson Mandela, occasion pour l'ensemble des coureurs de l'équipe MTN-Qhubeka de porter un casque orange.

## Extra sportif
Sur le plan extra sportif, l'étape est marquée par la présence du président de la République, François Hollande, qui applaudit les coureurs au début de la côte de Sauveterre et assiste aux 40 derniers kilomètres dans la voiture du directeur de course Christian Prudhomme.
L'étape est également marqué par des attaques du public à l'encontre de l'équipe Sky et de son leader Christopher Froome. Ce dernier déclare en fin d'étape avoir reçu une tasse contenant de l'urine de la part d'un spectateur.
La veille, le septuple vainqueur du Tour (déchu de ses victoires en 2012) Lance Armstrong a effectué le parcours de Rodez à Mende au profit de l'association Cure Leukaemia.

## Résultats

### Classement de l'étape
| Classement de la 14e étape | Classement de la 14e étape | Classement de la 14e étape | Classement de la 14e étape | Classement de la 14e étape |
|                            | Coureur                    | Pays                       | Équipe                     | Temps                      |
| -------------------------- | -------------------------- | -------------------------- | -------------------------- | -------------------------- |
| 1er                        | Steve Cummings             | Royaume-Uni                | MTN-Qhubeka                | en 4 h 23 min 43 s         |
| 2e                         | Thibaut Pinot              | France                     | FDJ                        | + 2 s                      |
| 3e                         | Romain Bardet              | France                     | AG2R La Mondiale           | + 3 s                      |
| 4e                         | Rigoberto Urán             | Colombie                   | Etixx-Quick Step           | + 20 s                     |
| 5e                         | Peter Sagan                | Slovaquie                  | Tinkoff-Saxo               | + 29 s                     |
| 6e                         | Cyril Gautier              | France                     | Europcar                   | + 32 s                     |
| 7e                         | Rubén Plaza Molina         | Espagne                    | Lampre-Merida              | m.t.                       |
| 8e                         | Bob Jungels                | Luxembourg                 | Trek Factory Racing        | m.t.                       |
| 9e                         | Jonathan Castroviejo       | Espagne                    | Movistar                   | m.t.                       |
| 10e                        | Simon Yates                | Royaume-Uni                | Orica-GreenEDGE            | + 33 s                     |
| modifier                   |                            |                            |                            |                            |

### Points attribués
| Sprint intermédiaire Millau (km 78,5) | Sprint intermédiaire Millau (km 78,5) | Sprint intermédiaire Millau (km 78,5) | Sprint intermédiaire Millau (km 78,5) | Sprint intermédiaire Millau (km 78,5) |
| ------------------------------------- | ------------------------------------- | ------------------------------------- | ------------------------------------- | ------------------------------------- |
|                                       | Coureur                               | Pays                                  | Équipe                                | Point(s)                              |
| 1er                                   | Peter Sagan                           | Slovaquie                             | Tinkoff-Saxo                          | 20                                    |
| 2e                                    | Rubén Plaza Molina                    | Espagne                               | Lampre-Merida                         | 17                                    |
| 3e                                    | Andriy Grivko                         | Ukraine                               | Astana                                | 15                                    |
| 4e                                    | Bob Jungels                           | Luxembourg                            | Trek Factory Racing                   | 13                                    |
| 5e                                    | Matthieu Ladagnous                    | France                                | FDJ                                   | 11                                    |
| 6e                                    | Jarlinson Pantano                     | Colombie                              | IAM                                   | 10                                    |
| 7e                                    | Rigoberto Urán                        | Colombie                              | Etixx-Quick Step                      | 9                                     |
| 8e                                    | Jérémy Roy                            | France                                | FDJ                                   | 8                                     |
| 9e                                    | Jan Bakelants                         | Belgique                              | AG2R La Mondiale                      | 7                                     |
| 10e                                   | Kristjan Koren                        | Slovénie                              | Cannondale-Garmin                     | 6                                     |
| 11e                                   | Steve Cummings                        | Royaume-Uni                           | MTN-Qhubeka                           | 5                                     |
| 12e                                   | Michał Gołaś                          | Pologne                               | Etixx-Quick Step                      | 4                                     |
| 13e                                   | Thibaut Pinot                         | France                                | FDJ                                   | 3                                     |
| 14e                                   | Simon Yates                           | Royaume-Uni                           | Orica-GreenEDGE                       | 2                                     |
| 15e                                   | Greg Van Avermaet                     | Belgique                              | BMC Racing                            | 1                                     |
| modifier                              |                                       |                                       |                                       |                                       |

| Arrivée d'étape Mende (km 178,5) | Arrivée d'étape Mende (km 178,5) | Arrivée d'étape Mende (km 178,5) | Arrivée d'étape Mende (km 178,5) | Arrivée d'étape Mende (km 178,5) |
| -------------------------------- | -------------------------------- | -------------------------------- | -------------------------------- | -------------------------------- |
|                                  | Coureur                          | Pays                             | Équipe                           | Point(s)                         |
| 1er                              | Steve Cummings                   | Royaume-Uni                      | MTN-Qhubeka                      | 30                               |
| 2e                               | Thibaut Pinot                    | France                           | FDJ                              | 25                               |
| 3e                               | Romain Bardet                    | France                           | AG2R La Mondiale                 | 22                               |
| 4e                               | Rigoberto Urán                   | Colombie                         | Etixx-Quick Step                 | 19                               |
| 5e                               | Peter Sagan                      | Slovaquie                        | Tinkoff-Saxo                     | 17                               |
| 6e                               | Cyril Gautier                    | France                           | Europcar                         | 15                               |
| 7e                               | Rubén Plaza Molina               | Espagne                          | Lampre-Merida                    | 13                               |
| 8e                               | Bob Jungels                      | Pays-Bas                         | Trek Factory Racing              | 11                               |
| 9e                               | Jonathan Castroviejo             | Espagne                          | Movistar                         | 9                                |
| 10e                              | Simon Yates                      | Royaume-Uni                      | Orica-GreenEDGE                  | 7                                |
| 11e                              | Jan Bakelants                    | Belgique                         | AG2R La Mondiale                 | 6                                |
| 12e                              | Jarlinson Pantano                | Colombie                         | IAM                              | 5                                |
| 13e                              | Pierre-Luc Périchon              | France                           | Bretagne-Séché Environnement     | 4                                |
| 14e                              | Kristijan Koren                  | Slovénie                         | Cannondale-Garmin                | 3                                |
| 15e                              | Koen De Kort                     | Pays-Bas                         | Giant-Alpecin                    | 2                                |
| modifier                         |                                  |                                  |                                  |                                  |

| - Bonifications à l'arrivée \| \| Coureur \| Pays \| Équipe \| Bonifications \| \| - \| -------------- \| ----------- \| ---------------- \| ------------- \| \| 1 \| Steve Cummings \| Royaume-Uni \| MTN-Qhubeka \| 10 s \| \| 2 \| Thibaut Pinot \| France \| FDJ \| 6 s \| \| 3 \| Romain Bardet \| France \| AG2R La Mondiale \| 4 s \| |                |             |                  |               |
| | Coureur        | Pays        | Équipe           | Bonifications |
| 1 | Steve Cummings | Royaume-Uni | MTN-Qhubeka      | 10 s          |
| 2 | Thibaut Pinot  | France      | FDJ              | 6 s           |
| 3 | Romain Bardet  | France      | AG2R La Mondiale | 4 s           |

### Cols et côtes
| Côte de Pont-de-Salars (km 20) 4e catégorie | Côte de Pont-de-Salars (km 20) 4e catégorie | Côte de Pont-de-Salars (km 20) 4e catégorie | Côte de Pont-de-Salars (km 20) 4e catégorie | Côte de Pont-de-Salars (km 20) 4e catégorie |
| ------------------------------------------- | ------------------------------------------- | ------------------------------------------- | ------------------------------------------- | ------------------------------------------- |
|                                             | Coureur                                     | Pays                                        | Équipe                                      | Point(s)                                    |
| 1er                                         | Bartosz Huzarski                            | Pologne                                     | Bora-Argon 18                               | 1                                           |
| modifier                                    |                                             |                                             |                                             |                                             |

| Côte de Sauveterre (km 146) 2e catégorie | Côte de Sauveterre (km 146) 2e catégorie | Côte de Sauveterre (km 146) 2e catégorie | Côte de Sauveterre (km 146) 2e catégorie | Côte de Sauveterre (km 146) 2e catégorie |
| ---------------------------------------- | ---------------------------------------- | ---------------------------------------- | ---------------------------------------- | ---------------------------------------- |
|                                          | Coureur                                  | Pays                                     | Équipe                                   | Point(s)                                 |
| 1er                                      | Matthieu Ladagnous                       | France                                   | FDJ                                      | 5                                        |
| 2e                                       | Jérémy Roy                               | France                                   | FDJ                                      | 3                                        |
| 3e                                       | Jan Bakelants                            | Belgique                                 | AG2R La Mondiale                         | 2                                        |
| 4e                                       | Jarlinson Pantano                        | Colombie                                 | IAM                                      | 1                                        |
| modifier                                 |                                          |                                          |                                          |                                          |

| Côte de Chabrits (km 169,5) 4e catégorie | Côte de Chabrits (km 169,5) 4e catégorie | Côte de Chabrits (km 169,5) 4e catégorie | Côte de Chabrits (km 169,5) 4e catégorie | Côte de Chabrits (km 169,5) 4e catégorie |
| ---------------------------------------- | ---------------------------------------- | ---------------------------------------- | ---------------------------------------- | ---------------------------------------- |
|                                          | Coureur                                  | Pays                                     | Équipe                                   | Point(s)                                 |
| 1er                                      | Kristjan Koren                           | Slovénie                                 | Cannondale-Garmin                        | 1                                        |
| modifier                                 |                                          |                                          |                                          |                                          |

| Côte de la Croix Neuve (km 177) 2e catégorie | Côte de la Croix Neuve (km 177) 2e catégorie | Côte de la Croix Neuve (km 177) 2e catégorie | Côte de la Croix Neuve (km 177) 2e catégorie | Côte de la Croix Neuve (km 177) 2e catégorie |
| -------------------------------------------- | -------------------------------------------- | -------------------------------------------- | -------------------------------------------- | -------------------------------------------- |
|                                              | Coureur                                      | Pays                                         | Équipe                                       | Point(s)                                     |
| 1er                                          | Thibaut Pinot                                | France                                       | FDJ                                          | 5                                            |
| 2e                                           | Romain Bardet                                | France                                       | AG2R La Mondiale                             | 3                                            |
| 3e                                           | Steve Cummings                               | Royaume-Uni                                  | MTN-Qhubeka                                  | 2                                            |
| 4e                                           | Rigoberto Urán                               | Colombie                                     | Etixx-Quick Step                             | 1                                            |
| modifier                                     |                                              |                                              |                                              |                                              |

## Classements à l'issue de l'étape

### Classement général
| Classement général | Classement général | Classement général | Classement général  | Classement général |
|                    | Coureur            | Pays               | Équipe              | Temps              |
| ------------------ | ------------------ | ------------------ | ------------------- | ------------------ |
| 1er                | Christopher Froome | Royaume-Uni        | Sky                 | en 56 h 2 min 19 s |
| 2e                 | Nairo Quintana     | Colombie           | Movistar            | + 3 min 10 s       |
| 3e                 | Tejay van Garderen | États-Unis         | BMC Racing          | + 3 min 32 s       |
| 4e                 | Alejandro Valverde | Espagne            | Movistar            | + 4 min 2 s        |
| 5e                 | Alberto Contador   | Espagne            | Tinkoff-Saxo        | + 4 min 23 s       |
| 6e                 | Geraint Thomas     | Royaume-Uni        | Sky                 | + 4 min 54 s       |
| 7e                 | Robert Gesink      | Pays-Bas           | Lotto NL-Jumbo      | + 6 min 23 s       |
| 8e                 | Vincenzo Nibali    | Italie             | Astana              | + 7 min 32 s       |
| 9e                 | Tony Gallopin      | France             | Lotto-Soudal        | + 8 min 23 s       |
| 10e                | Bauke Mollema      | Pays-Bas           | Trek Factory Racing | + 8 min 53 s       |
| modifier           |                    |                    |                     |                    |

### Classement par points
| Classement par points | Classement par points | Classement par points | Classement par points | Classement par points |
| --------------------- | --------------------- | --------------------- | --------------------- | --------------------- |
|                       | Coureur               | Pays                  | Équipe                | Point(s)              |
| 1er                   | Peter Sagan           | Slovaquie             | Tinkoff-Saxo          | 322 points            |
| 2e                    | André Greipel         | Allemagne             | Lotto-Soudal          | 261 pts               |
| 3e                    | John Degenkolb        | Allemagne             | Giant-Alpecin         | 228 pts               |
| 4e                    | Mark Cavendish        | Royaume-Uni           | Etixx-Quick Step      | 192 pts               |
| 5e                    | Bryan Coquard         | France                | Europcar              | 120 pts               |
| 6e                    | Greg Van Avermaet     | Belgique              | BMC Racing            | 112 pts               |
| 7e                    | Christopher Froome    | Royaume-Uni           | Sky                   | 109 pts               |
| 8e                    | Zdeněk Štybar         | Tchéquie              | Etixx-Quick Step      | 78 pts                |
| 9e                    | Alejandro Valverde    | Espagne               | Movistar              | 77 pts                |
| 10e                   | Tony Gallopin         | France                | Lotto-Soudal          | 76 pts                |
| modifier              |                       |                       |                       |                       |

### Classement du meilleur grimpeur
| Classement du meilleur grimpeur | Classement du meilleur grimpeur | Classement du meilleur grimpeur | Classement du meilleur grimpeur | Classement du meilleur grimpeur |
| ------------------------------- | ------------------------------- | ------------------------------- | ------------------------------- | ------------------------------- |
|                                 | Coureur                         | Pays                            | Équipe                          | Point(s)                        |
| 1er                             | Christopher Froome              | Royaume-Uni                     | Sky                             | 61 points                       |
| 2e                              | Joaquim Rodríguez               | Espagne                         | Katusha                         | 52 pts                          |
| 3e                              | Jakob Fuglsang                  | Danemark                        | Astana                          | 41 pts                          |
| 4e                              | Richie Porte                    | Australie                       | Sky                             | 40 pts                          |
| 5e                              | Romain Bardet                   | France                          | AG2R La Mondiale                | 38 pts                          |
| 6e                              | Rafał Majka                     | Pologne                         | Tinkoff-Saxo                    | 32 pts                          |
| 7e                              | Nairo Quintana                  | Colombie                        | Movistar                        | 32 pts                          |
| 8e                              | Alejandro Valverde              | Espagne                         | Movistar                        | 32 pts                          |
| 9e                              | Robert Gesink                   | Pays-Bas                        | Lotto NL-Jumbo                  | 28 pts                          |
| 10e                             | Gorka Izagirre                  | Espagne                         | Movistar                        | 28 pts                          |
| modifier                        |                                 |                                 |                                 |                                 |

### Classement du meilleur jeune
| Classement général du meilleur jeune | Classement général du meilleur jeune | Classement général du meilleur jeune | Classement général du meilleur jeune | Classement général du meilleur jeune |
|                                      | Coureur                              | Pays                                 | Équipe                               | Temps                                |
| ------------------------------------ | ------------------------------------ | ------------------------------------ | ------------------------------------ | ------------------------------------ |
| 1er                                  | Nairo Quintana                       | Colombie                             | Movistar                             | en 56 h 5 min 29 s                   |
| 2e                                   | Warren Barguil                       | France                               | Giant-Alpecin                        | + 7 min 53 s                         |
| 3e                                   | Romain Bardet                        | France                               | AG2R La Mondiale                     | + 10 min 0 s                         |
| 4e                                   | Thibaut Pinot                        | France                               | FDJ                                  | + 27 min 47 s                        |
| 5e                                   | Peter Sagan                          | Slovaquie                            | Tinkoff-Saxo                         | + 1 h 2 min 24 s                     |
| modifier                             |                                      |                                      |                                      |                                      |

### Classement par équipes
| Classement par équipes | Classement par équipes | Classement par équipes | Classement par équipes |
|                        | Équipe                 | Pays                   | Temps                  |
| ---------------------- | ---------------------- | ---------------------- | ---------------------- |
| 1re                    | Movistar               | Espagne                | en 169 h 24 min 33 s   |
| 2e                     | Sky                    | Royaume-Uni            | + 13 min 54 s          |
| 3e                     | Tinkoff-Saxo           | Russie                 | + 30 min 28 s          |
| 4e                     | Astana                 | Kazakhstan             | + 36 min 7 s           |
| 5e                     | BMC Racing             | États-Unis             | + 37 min 42 s          |
| modifier               |                        |                        |                        |

### Abandons
- Eduardo Sepúlveda (Bretagne-Séché Environnement) : hors-course[3]
- Ramon Sinkeldam : abandon[9]
- Steve Morabito : abandon[10]